# Philippe Michel
Philippe Gabriel Michel (Lyon, 23 de janeiro de 1969) é um matemático francês, catedrático de teoria analítica dos números na Escola Politécnica Federal de Lausanne (EPFL).
Estudou de 1989 a 1993 na École normale supérieure de Cachan, seguindo depois para a Universidade Paris-Sul, onde obteve um doutorado em 1995, orientado por Étienne Fouvry, obtendo depois a habilitação em 1998. Foi professor da Universidade de Montpellier de 1998 a 2008, quando foi para a EPFL.
Foi palestrante convidado do Congresso Internacional de Matemáticos em Madrid (2006).